# Tiruvannamalai

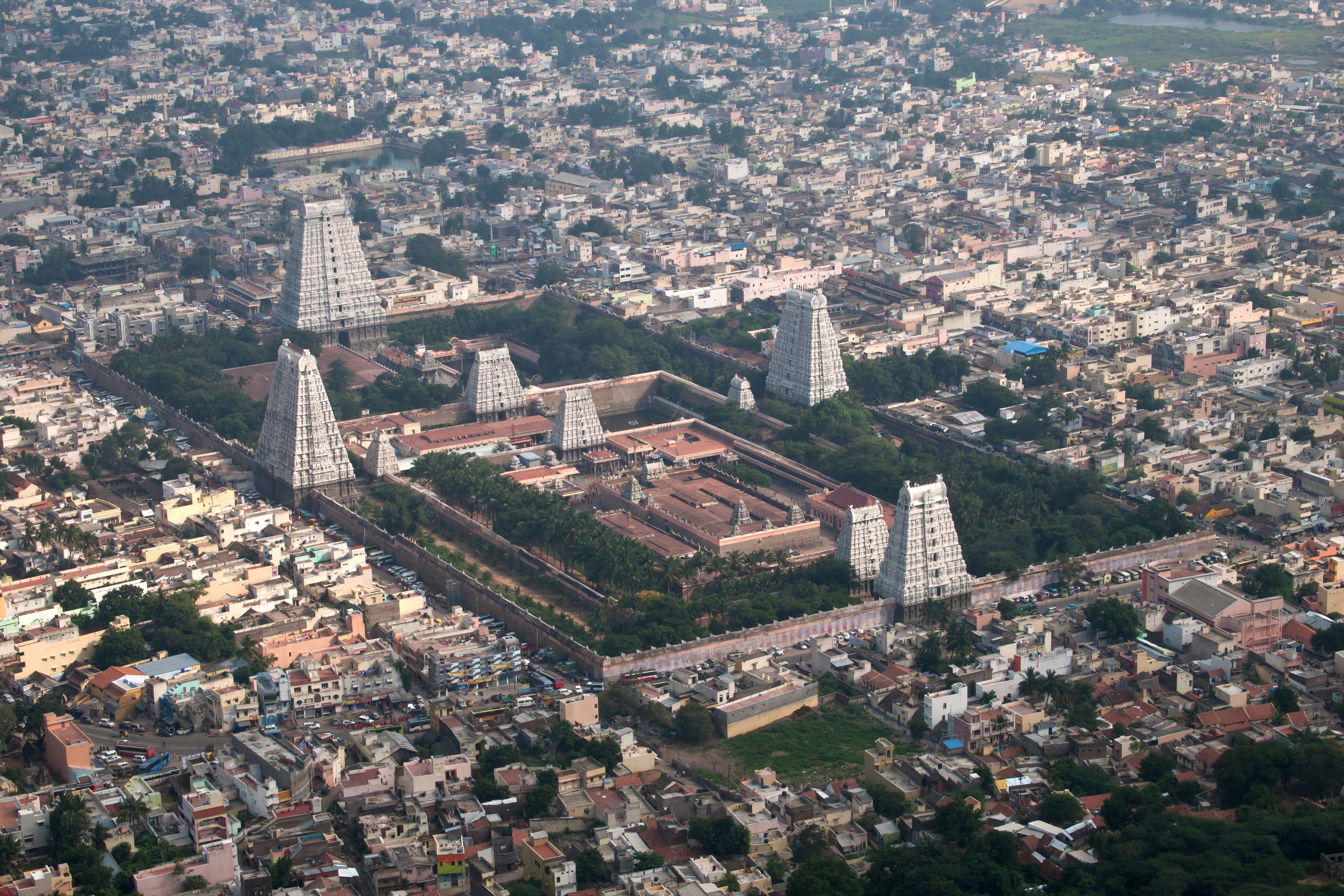
Centrala Tiruvannamalai.

Tiruvannamalai är en stad i den indiska delstaten Tamil Nadu och är centralort i ett distrikt med samma namn. Folkmängden uppgick till 145 278 invånare vid folkräkningen 2011.